# Hubert Striebig
Hubert Striebig (ur. 5 września 1939 roku w Wissembourg) – francuski kierowca wyścigowy.

## Kariera
Striebig rozpoczął karierę w międzynarodowych wyścigach samochodowych w 1974 roku od startów w German Racing Championship, gdzie jednak nie zdobywał punktów. W tym samym roku nie ukończył 24-godzinnego wyścigu Le Mans w klasie GT. W późniejszych latach Francuz pojawiał się także w stawce World Challenge for Endurance Drivers, Interserie - Div. 2, FIA World Endurance Championship, Europejskiej Formuły 2, European Endurance Championship oraz World Sports-Prototype Championship.